# Stagno di San Forzorio
Lo stagno di San Forzorio è una zona umida della Sardegna meridionale situata nell'omonima località, all'interno del territorio comunale di Quartu Sant'Elena.